# Palazzo Roberti
Palazzo Roberti è un edificio storico situato nel centro storico di Bassano del Grappa, nella provincia di Vicenza.

## Storia
La costruzione del palazzo risale alla fine del XVII secolo, a cui si sono aggiunte successive modifiche (come l'affresco del salone nobiliare). 

Nell'edificio, l'8 settembre 1796 e il 10 marzo 1797 soggiornò Napoleone Bonaparte durante la sua Campagna d'Italia (1796-1797). In ricordo dell'avvenimento è posta una lapide all'esterno del palazzo.

L'ultimo restauro risale al 1998 da parte della famiglia Manfrotto, attuale proprietaria del palazzo.

## Stile
In stile rinascimentale veneto, l'edificio presenta una pavimentazione in stile veneziano e soffitto con travi di legno. Uno scalone in marmo porta al secondo piano dell'edificio dove si trova il salone nobiliare, con affreschi della scuola del Tiepolo.

## Uso
Dal 1991 il palazzo è soggetto ad un vincolo del Ministero dei Beni Culturali (VII governo Andreotti, ministro Ferdinando Facchiano) che impone l'uso del primo piano come libreria.